# Jacob Modi Din
Jacob Modi Din est un pasteur, pionnier de l'évangile au Cameroun, né en 1876 et mort dans les années 1950 à Douala.

## Biographie
Jacob Modi Din est une personnalité Sawa, pasteur ayant marqué l'histoire de l'église évangélique au Cameroun,. 
Il est consacré pasteur le 3 décembre 1912 dans l'église de Bonadouma par le responsable de la mission de Bâle au Cameroun, le missionnaire Lutz.
Après l'abandon par les missionnaires britanniques de la mission en 1988, les missionnaires bâlois créent neuf stations missionnaires et deux centres de formation des maîtres et des catéchèses,,. Les premiers pasteurs camerounais, luthériens, parmi lesquels Joseph Diebol, Joseph Ekollo, Joseph Kuoh Issedu, Jacob Modi Din ont un rôle important dans l'implantation de l'Église au Cameroun. C'est cette Mission de Bâle qui introduit l'Évangile dans le grassfield avec sa partie anglophone du Nord-Ouest et notamment en pays Bamiléké, dans l'actuelle Région de l'Ouest,,.  
Il a été président d'honneur de l'église évangélique du Cameroun. 

## Vie privée
Il est le père du pasteur Paul Mandessi Modi, mort en 2020. Il possédait une ferme de 60 hectares dans le Mungo où il employait une soixantaine de travailleurs ressortissants de Bali. Il a perdu des enfants en bas âges alors qu'il était en mission. 